# Campeonato Citadino de Sorocaba de 1952
O Campeonato de Futebol da Liga Sorocaba de Futebol (LISOFU) de 1952 foi a décima sexta edição do Campeonato Citadino de Sorocaba, também chamado de II Torneio Extra Interno.
Disputado entre 27 de Julho de 1952 e 15 de Março de 1953, teve o Estrada, invicto, como campeão e o Votorantim na segunda colocação.
O título foi decidido num quadrangular final com os quatro campeões de cada grupo do campeonato, foram 25 equipes participantes. Porém durante a disputa do certame quatro equipes desistiram da competição, são eles: Vila Jardim FC, CA Talismã, AA Portuguesa de Esportes e Flamengo FC.
Antes do Campeonato Citadino houve um Torneio Início, promovido pela LISOFU, onde o Estrada também foi o vencedor, foi, ao lado do Torneio de 1951, o maior Torneio Início já disputado no país, com 25 equipes, disputado em dois domingos.

## Participantes
| GRUPO 1 Severino Pereira da Silva | GRUPO 2 Heittor Antunes | GRUPO 3 Durval Muylaert  | GRUPO 4 Venceslau Lacerda   |
| --------------------------------- | ----------------------- | ------------------------ | --------------------------- |
| Fortaleza Clube                   | A. A. Scarpa            | Estrada de Ferro S. F.C. | C.A. Votorantim             |
| A.A. Func. Municipais             | A.D. Vila Hortência     | Flamengo F.C.            | A.A. Portuguesa de Esportes |
| A.A. Parada do Alto               | C.A. Barcelona          | Floresta F.C.            | C.A. Comerciários           |
| Fluminense F.C.                   | E.C. Avaí               | Manchester F.C.          | C.A. Expedicionários        |
| Juventus F.C.                     | Guarany F.C.            | Nacional A.C.            | C.A. Santana                |
| Patriarquinha F.C.                | Ipiranga F.C.           | C.A. Talismã             | Sorocaba F.C.               |
|                                   |                         | Vila Jardim F.C.         |                             |

## Primeira fase

### Grupo 1
| 1 | Fortaleza        | 10 | 16 | 7 | 2 | 1  | 39 | 11 | 28  |
| 2 | Fluminense       | 10 | 14 | 6 | 2 | 2  | 34 | 15 | 19  |
| 3 | Parada do Alto   | 10 | 13 | 5 | 3 | 2  | 29 | 17 | 12  |
| 4 | Func. Municipais | 10 | 9  | 2 | 5 | 3  | 16 | 26 | -10 |
| 5 | Patriarquinha    | 10 | 8  | 3 | 2 | 5  | 20 | 34 | -14 |
| 6 | Juventus         | 10 | 0  | 0 | 0 | 10 | 8  | 43 | -35 |
| J - Jogos; PG - Pontos ganhos; V - Vitórias; E - Empates; D - Derrotas; GP - Gols Pró; GC - Gols contra; SG - Saldo de gols |                  |    |    |   |   |    |    |    |     |

### Grupo 2
| 1 | Avaí           | 11 | 17 | 8 | 1 | 2 | 25 | 10 | 15  |
| 2 | Scarpa         | 11 | 15 | 7 | 1 | 3 | 41 | 15 | 26  |
| 3 | Ipiranga       | 10 | 10 | 3 | 4 | 3 | 16 | 22 | -6  |
| 4 | Guarany        | 10 | 9  | 4 | 1 | 5 | 12 | 25 | -13 |
| 5 | Vila Hortência | 10 | 8  | 3 | 2 | 5 | 18 | 24 | -6  |
| 6 | Barcelona      | 10 | 3  | 1 | 1 | 8 | 14 | 30 | -16 |
| J - Jogos; PG - Pontos ganhos; V - Vitórias; E - Empates; D - Derrotas; GP - Gols Pró; GC - Gols contra; SG - Saldo de gols |                |    |    |   |   |   |    |    |     |

#### Jogo desempate
| 22 de Fevereiro de 1953 | A.A. Scarpa | 0-2 | Avaí | Campo do Scarpa |
|                         |             |     |      |                 |

### Grupo 3
| 1 | Estrada     | 9  | 17 | 8 | 1 | 0 | 58 | 7  | 51  |
| 2 | Floresta    | 10 | 13 | 6 | 1 | 3 | 24 | 24 | 0   |
| 3 | Nacional    | 10 | 8  | 4 | 0 | 6 | 15 | 27 | -12 |
| 4 | Vila Jardim | 6  | 9  | 3 | 1 | 2 | 14 | 11 | 3   |
| 5 | Talismã     | 7  | 6  | 3 | 0 | 4 | 15 | 22 | -7  |
| 6 | Manchester  | 9  | 5  | 2 | 1 | 6 | 18 | 25 | -7  |
| 7 | Flamengo    | 7  | 2  | 1 | 0 | 6 | 4  | 35 | -31 |
| J - Jogos; PG - Pontos ganhos; V - Vitórias; E - Empates; D - Derrotas; GP - Gols Pró; GC - Gols contra; SG - Saldo de gols |             |    |    |   |   |   |    |    |     |

### Grupo 4
| 1 | Votorantim      | 9  | 14 | 6 | 2 | 1 | 25 | 14 | 11 |
| 2 | Sorocaba        | 10 | 13 | 5 | 3 | 2 | 16 | 13 | 3  |
| 3 | Comerciários    | 9  | 10 | 4 | 2 | 3 | 13 | 17 | -4 |
| 4 | Santana         | 10 | 9  | 3 | 3 | 4 | 15 | 14 | 1  |
| 5 | Expedicionários | 9  | 6  | 2 | 2 | 5 | 13 | 19 | -6 |
| 6 | Portuguesa      | 7  | 2  | 1 | 0 | 6 | 8  | 14 | -6 |
| J - Jogos; PG - Pontos ganhos; V - Vitórias; E - Empates; D - Derrotas; GP - Gols Pró; GC - Gols contra; SG - Saldo de gols |                 |    |    |   |   |   |    |    |    |

## Quadrangular final

### Tabela
01/03 - Fortaleza 2x2 Votorantim
01/03 - Avaí 1x3 Estrada
08/03 - Estrada 2x1 Fortaleza
08/03 - Votorantim 5x2 Avaí
15/03 - Estrada 1x1 Votorantim
15/03 - Fortaleza 0x1 Avaí

### Classificação
| 1 | Estrada    | 3 | 5 | 2 | 1 | 0 | 6 | 3 | 3  |
| 2 | Votorantim | 3 | 4 | 1 | 2 | 0 | 8 | 5 | 3  |
| 3 | Avaí       | 3 | 2 | 1 | 0 | 2 | 4 | 8 | -4 |
| 4 | Fortaleza  | 3 | 1 | 0 | 1 | 0 | 3 | 5 | -2 |
| J - Jogos; PG - Pontos ganhos; V - Vitórias; E - Empates; D - Derrotas; GP - Gols Pró; GC - Gols contra; SG - Saldo de gols |            |   |   |   |   |   |   |   |    |

## Premiação
| Campeão Amador de Sorocaba de 1952 |
| ---------------------------------- |
| Estrada (3º título)                |